# Saint-Martin-des-Besaces

Saint-Martin-des-Besaces este o comună în departamentul Calvados, Franța. În 1 ianuarie 2018 avea o populație de 1.188 de locuitori.